# Бульвар Мере
Бульва́р Ме́ре (эст. Mere puiestee, с эст. — Морской бульвар) — улица в Таллине, столице Эстонии. 

## География
Пролегает в микрорайонах Ваналинн и Садама городского района Кесклинн. Начинается от площади Виру, пересекается с улицами Инсенери, Раннамяэ, Ахтри, Кая и Садама и заканчивается, переходя в бульвар Пыхья.
Протяжённость — 760 м.

## История
Своё название — Морской бульвар (Морской бульваръ) — улица носила уже в конце XIX века (нем. See-Promenade).
Часть бульвара Мере в начале XX века называлась бульваром Вирувярава (эст. Viruvärava puiestee, нем. Lehmpforten Promenade).
В городских документах 1923 года встречается название эст. Merepuiestee, с 1938 года улица официально носит название Mere puiestee.

## Общественный транспорт
По улице проходят маршруты городских автобусов № 3, 8, 66 и 73 (на нечётной стороне есть одна остановка («Mere puiestee») автобусов № 21, 21B, 41 и 41B) и трамваев № 1 и 2.

## Застройка
Застройка улицы в основном относится к концу XIX — началу XX века; большое число зданий внесено в Государственный регистр памятников культуры Эстонии:
- Mere pst 1 / Vana-Viru tn 15 — деревянное двухэтажное здание, памятник архитектуры. Бывший жилой дом, построен в 1872 году по проекту архитектора Николая Тамма-старшего. В 1879 году дом купил фармацевт Хуго Опперманн, который в 1880 году построил новый, более представительный вход в здание и прикрывающий его навес. В доме работала аптека. В 1881 году вход в здание со стороны Старого города закрыли и возвели центральный вход с парадной лестницей. В 1908 году в доме жил и работал писатель Оскар Лутс. С 1997 по 2010 год здание стояло бесхозным, с 2015 года в нём работает несколько заведений общепита[7];

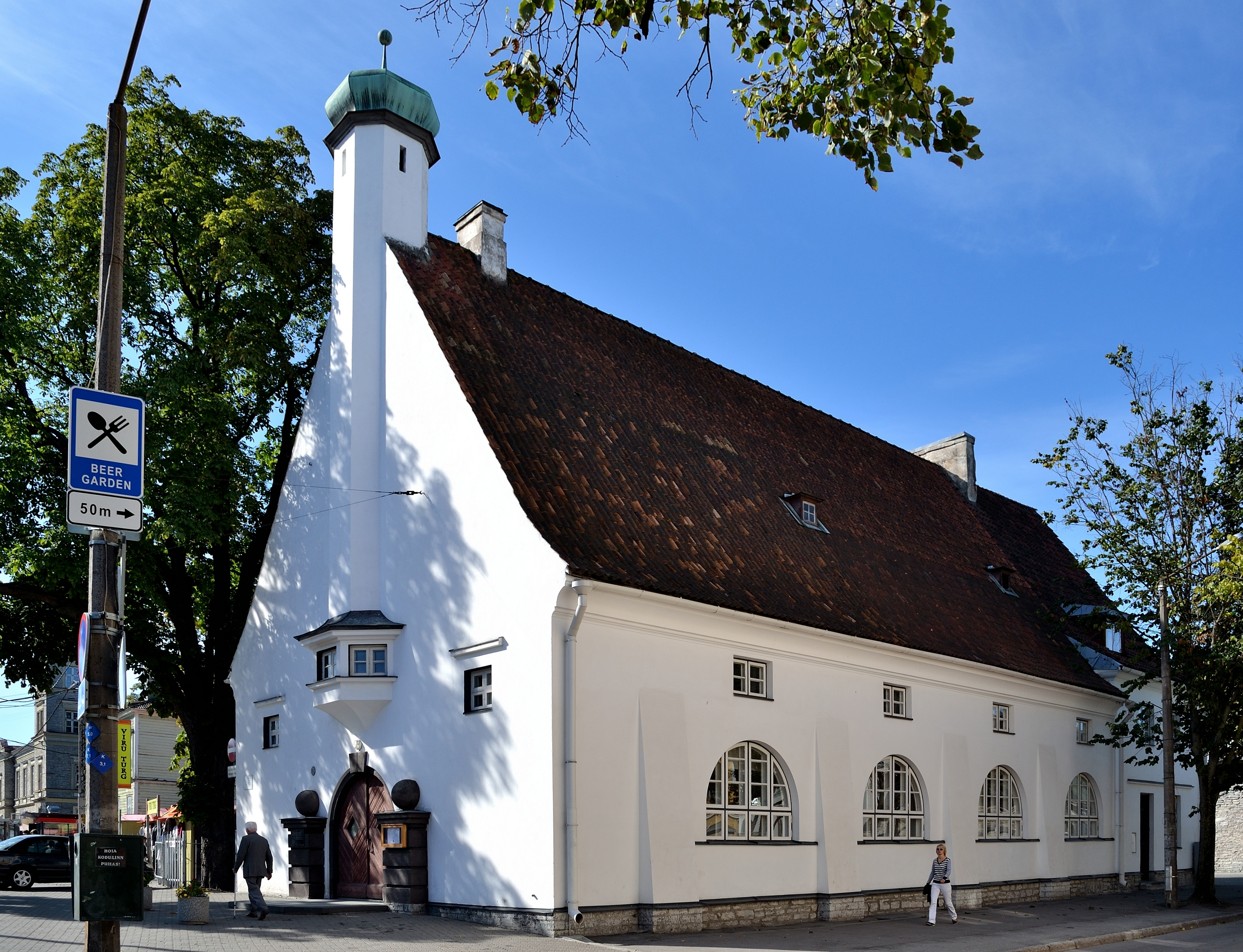
Дом 3, адвентистская церковь,
памятник культуры

- - между домами 1 и 3 расположен рынок промышленных товаров и рукоделия «Виру» (Viru Turg);
- Mere pst 3 — Таллинский молельный дом адвентистов седьмого дня, памятник культуры[8];
- Mere pst 4 — четырёхэтажное представительное конторско-жилое здание из плитняка и кирпича, принадлежавшее директору «Завода Ротерманна» Кристиану Бартольду Ротерманну[эст.], построено в 1909–1910 годах, памятник архитектуры[9];
- Mere pst 4a — дымоход паровой мельницы-кузницы, примечательный образец промышленной архитектуры, входящий в ансамбль зданий Ротерманна, памятник архитектуры. Шестигранное строение из обожжённого кирпича, которое находится во дворе принадлежавших заводу Ротерманна зданий: столярной мастерской, здания водяных машин, шерстяного производства и магазина. Дымоход приведён в порядок и имеет ночное освещение[10];
- Mere pst 4 — двухэтажный жилой дом из плитняка и кирпича, построен в 1890 году, входит в ансамбль исторических зданий Ротерманна; фасады дома являются памятниками архитектуры[11];
- Mere pst 4b — строения фабрики Ротерманна: 
  - здание водяных машин (фасады являются памятниками архитектуры). Первоначально двухэтажное промышленное здание из известняка с прямоугольным планом, к которому позже был пристроен третий этаж. Проёмы выложены простыми арками из красного кирпича. На фасадах здания установлены круглые стеновые анкеры[12];
  - здание шерстяной фабрики Ротерманна (фасады являются памятниками архитектуры)[13];

- Mere pst 4e — здание, входящее в исторический ансамбль Спиртовой фабрики Розена, его фасады — памятник архитектуры

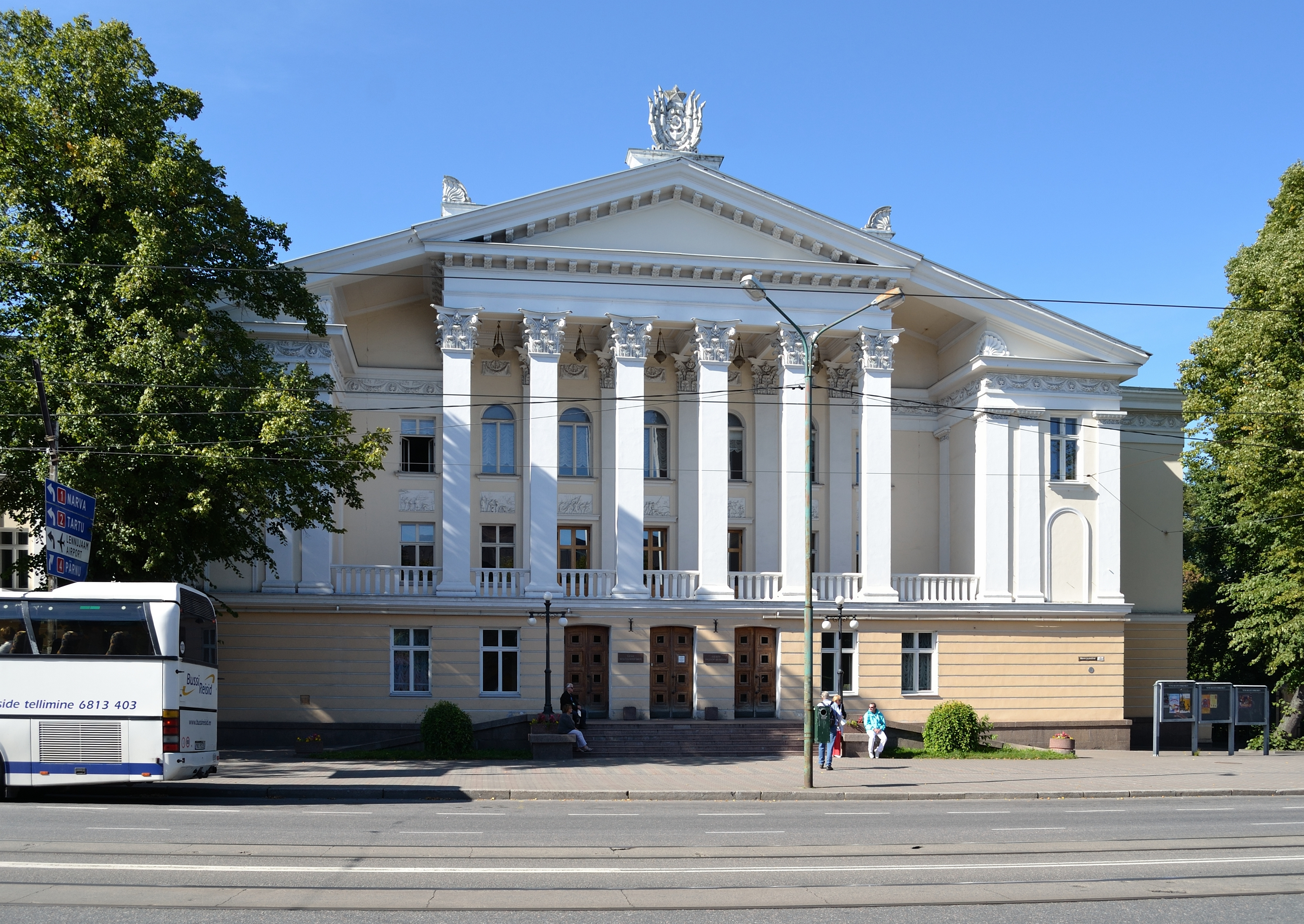
Дом 5, Русский культурный центр, памятник архитектуры

- Mere pst 5 — Центр русской культуры, в советское время — Дом офицеров флота, памятник архитектуры (1954)[14]; 
  - на территории между домом 5, спа-центром «Калев» (ул. Айа 18) и улицей Канути расположен сад Канути;
- Mere pst 6 — здание, входящее в исторический ансамбль Спиртовой фабрики Розена. В настоящее время в здании работает эксклюзивный павильон «Roseni Torn» («Башня Розена») для проведения праздничных мероприятий, семинаров и т. п. и зал для боулинга[15];
- Mere pst 6е — большое и малое строения из красного кирпича с дымоходом и крупными декоративными деталями, входят в исторический ансамбль зданий Спиртовой фабрики Розена; памятники архитектуры (1889)[16][17];
- Mere pst 8/8а— бывшее административное здание Таллинской спиртовой фабрики. Изначальное двухэтажное здание построено из плитняка в 1888 году по проекту архитектора Рудольфа Кнюпфера. В царское время был достроен третий этаж, в 2015 году здание стало четырёхэтажным с одним подземным гаражом; его фасады являются памятниками архитектуры[18]. В настоящее время в здании работают апарт-отели и магазины.

По адресу Mere pst 10 ранее находилось одноэтажное кирпичное здание удлинённой формы, построенное в 1910 году и принадлежавшее Таллинскому судостроительному заводу. После реорганизации завода в 1990-х годах и возведения двухэтажной пристройки в нём долгое время работал торговый центр «Мерекескус» («Merekeskus»). Снесено.

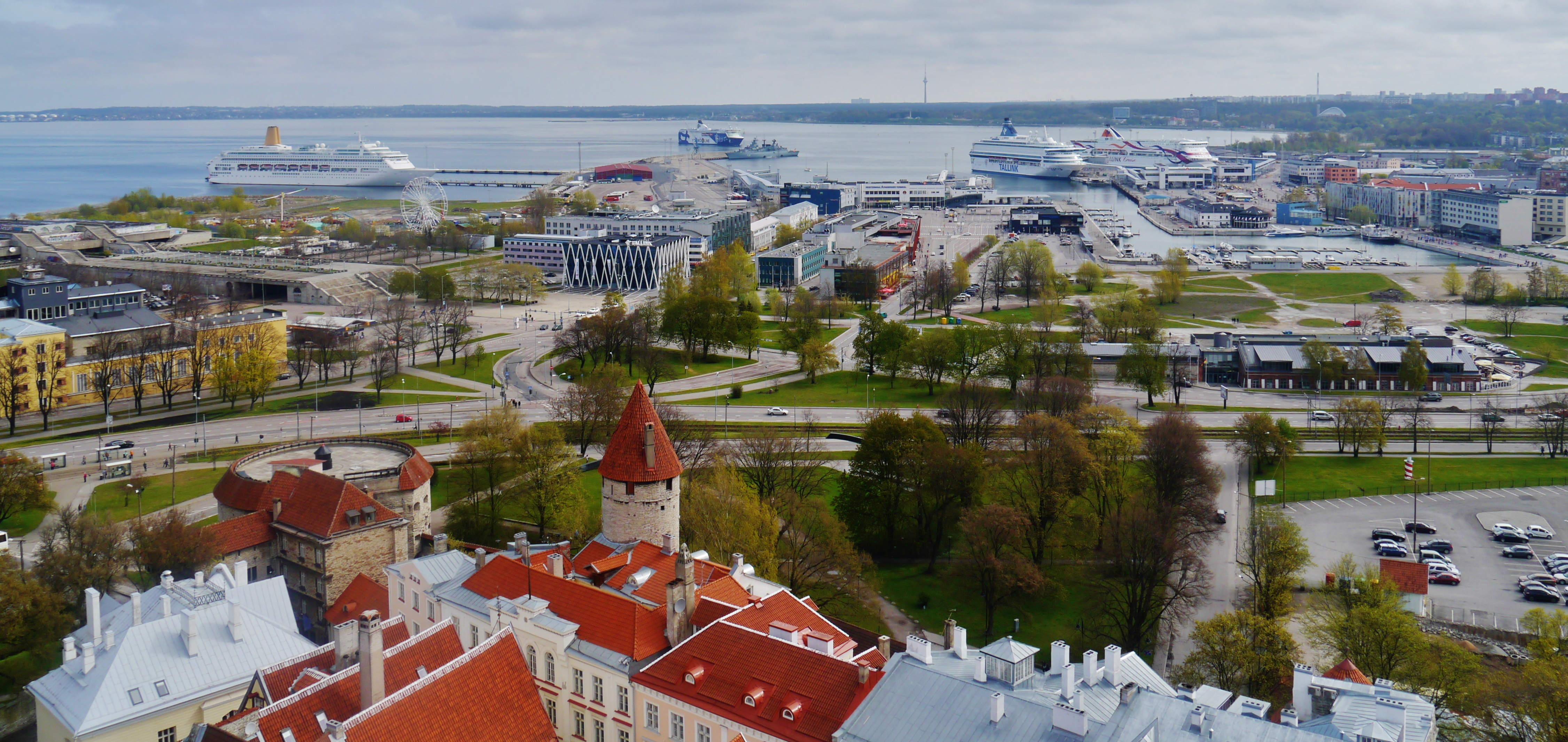
Вид на бульвар Мере и пассажирский порт Таллина с церкви Олевисте
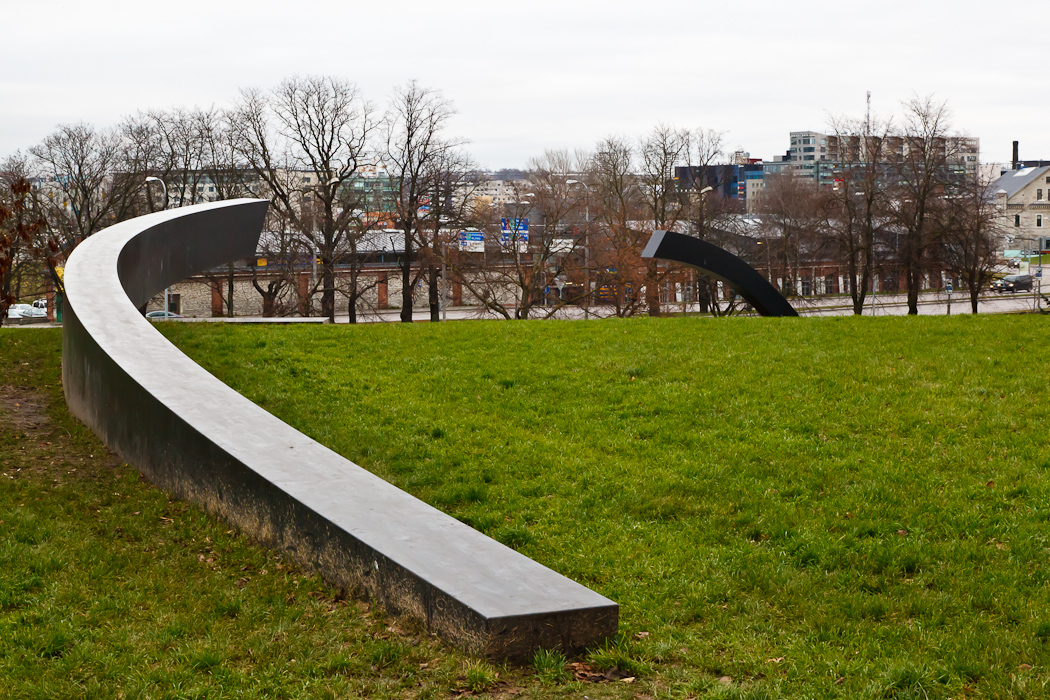
Памятник погибшим при крушении парома «Эстония»

## Галерея

Бульвар Мере
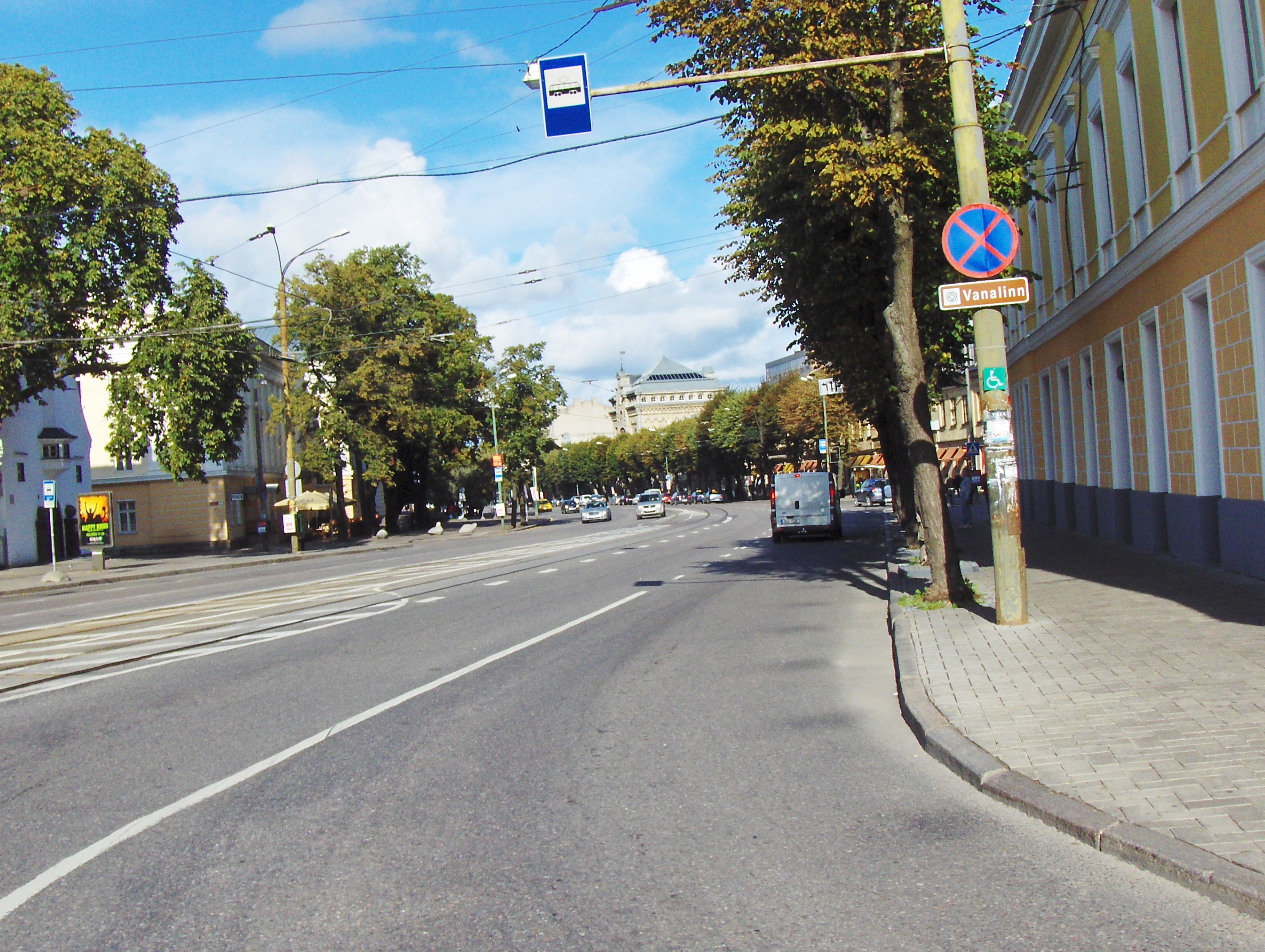
Начало улицы
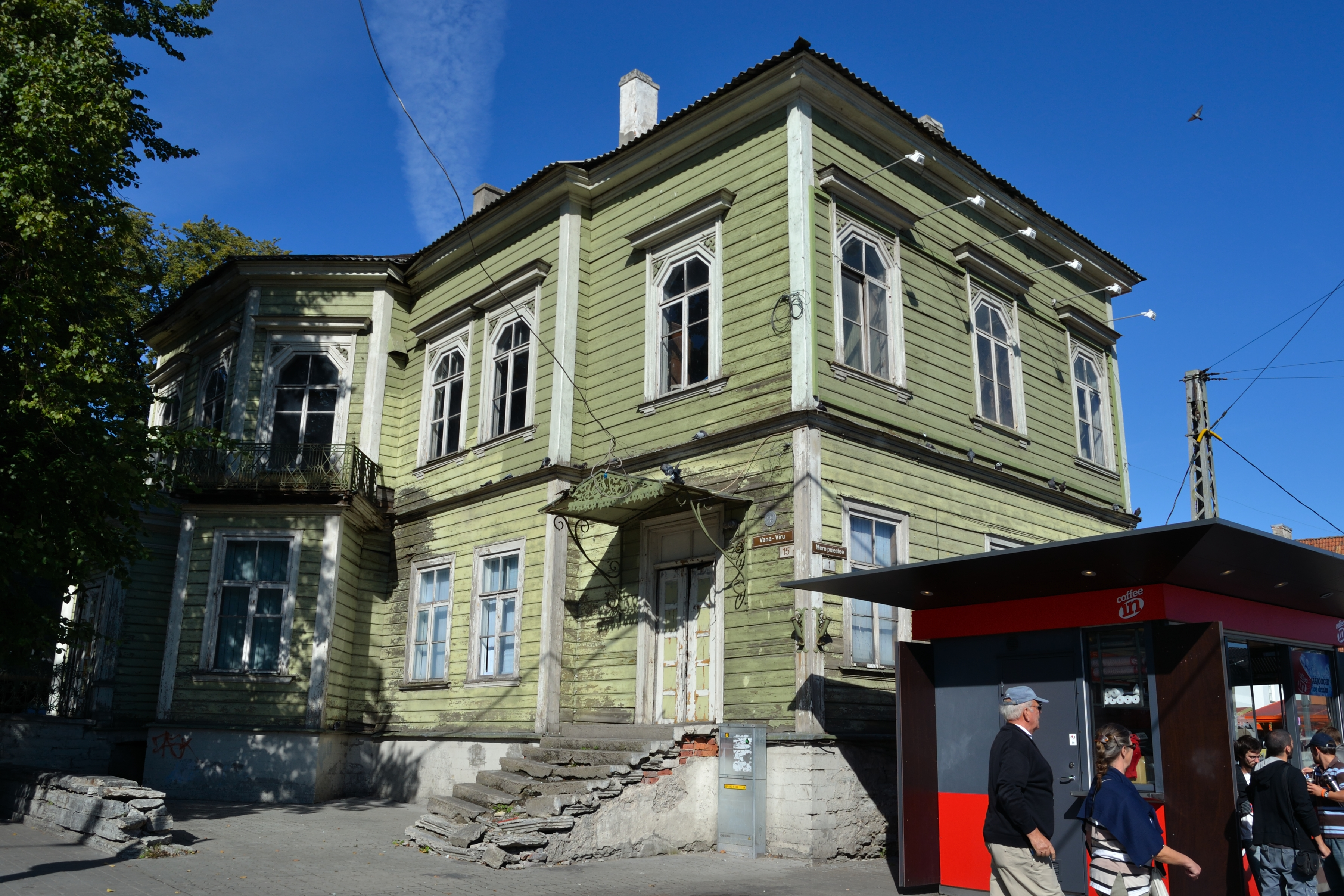
Дом 1, памятник архитектуры
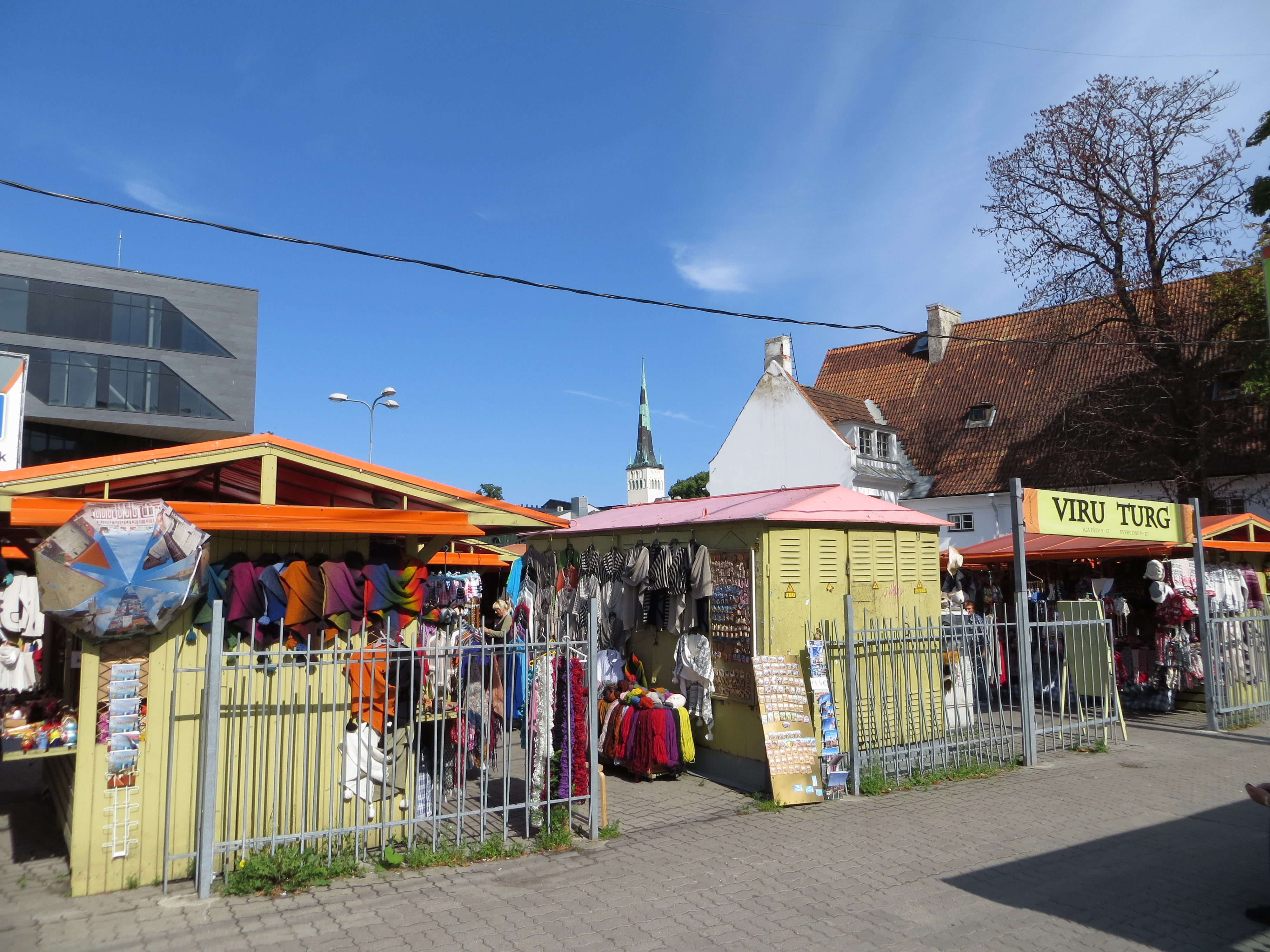
Рынок «Виру»
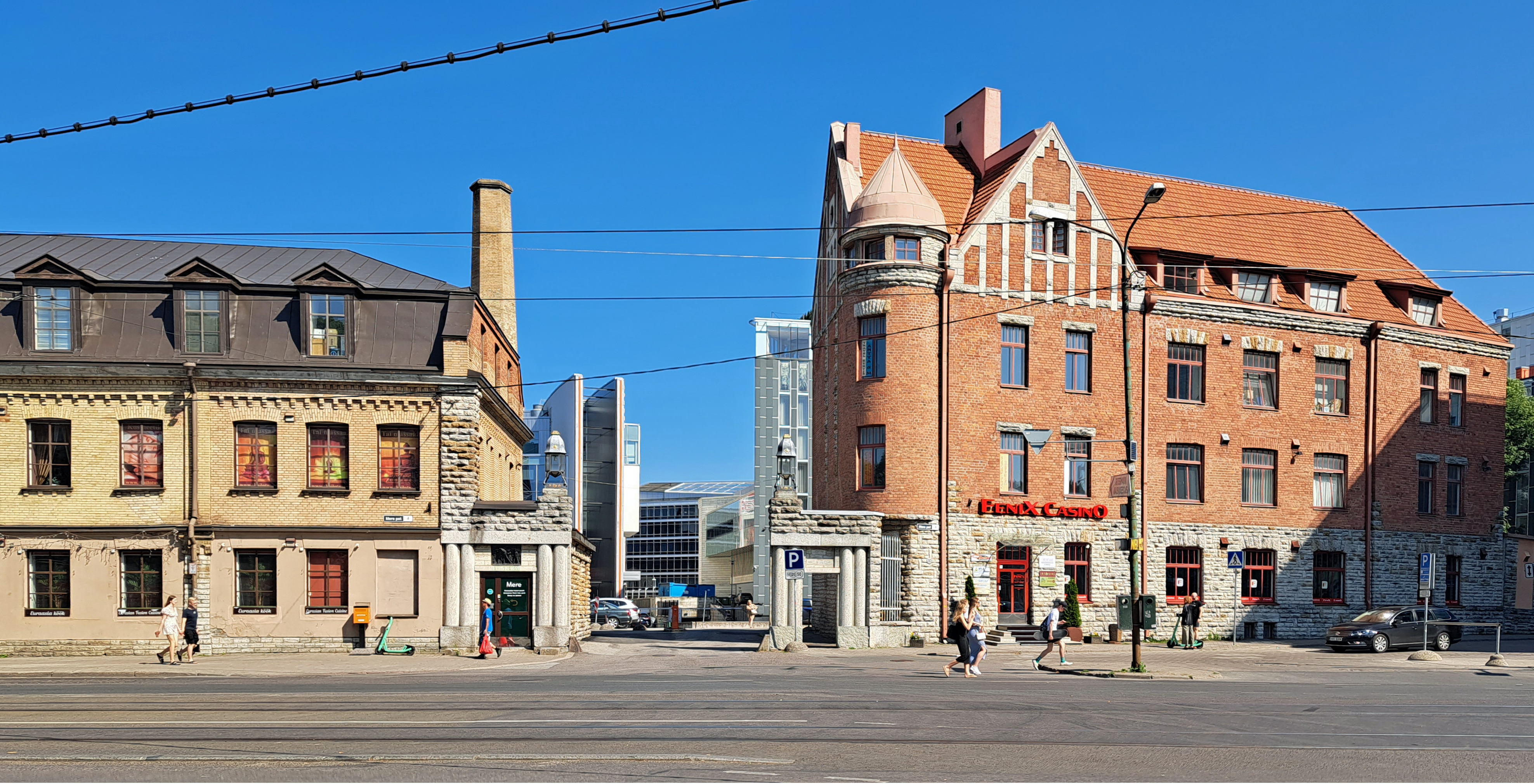
Дом 4е (слева), передний фасад — памятник архитектуры, и дом 4 (справа)
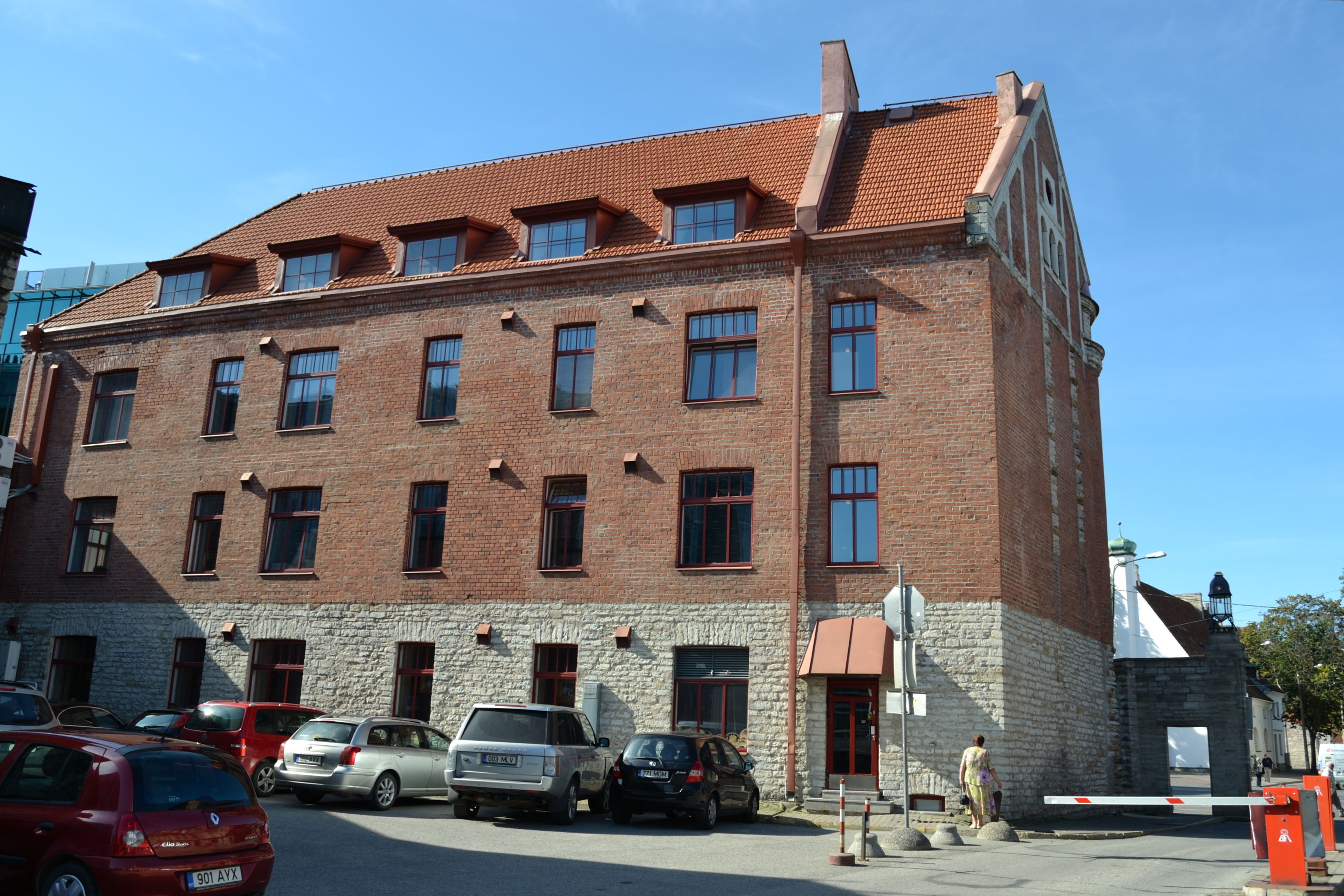
Дом 4е, задний фасад в 2011 году (памятник архитектуры)
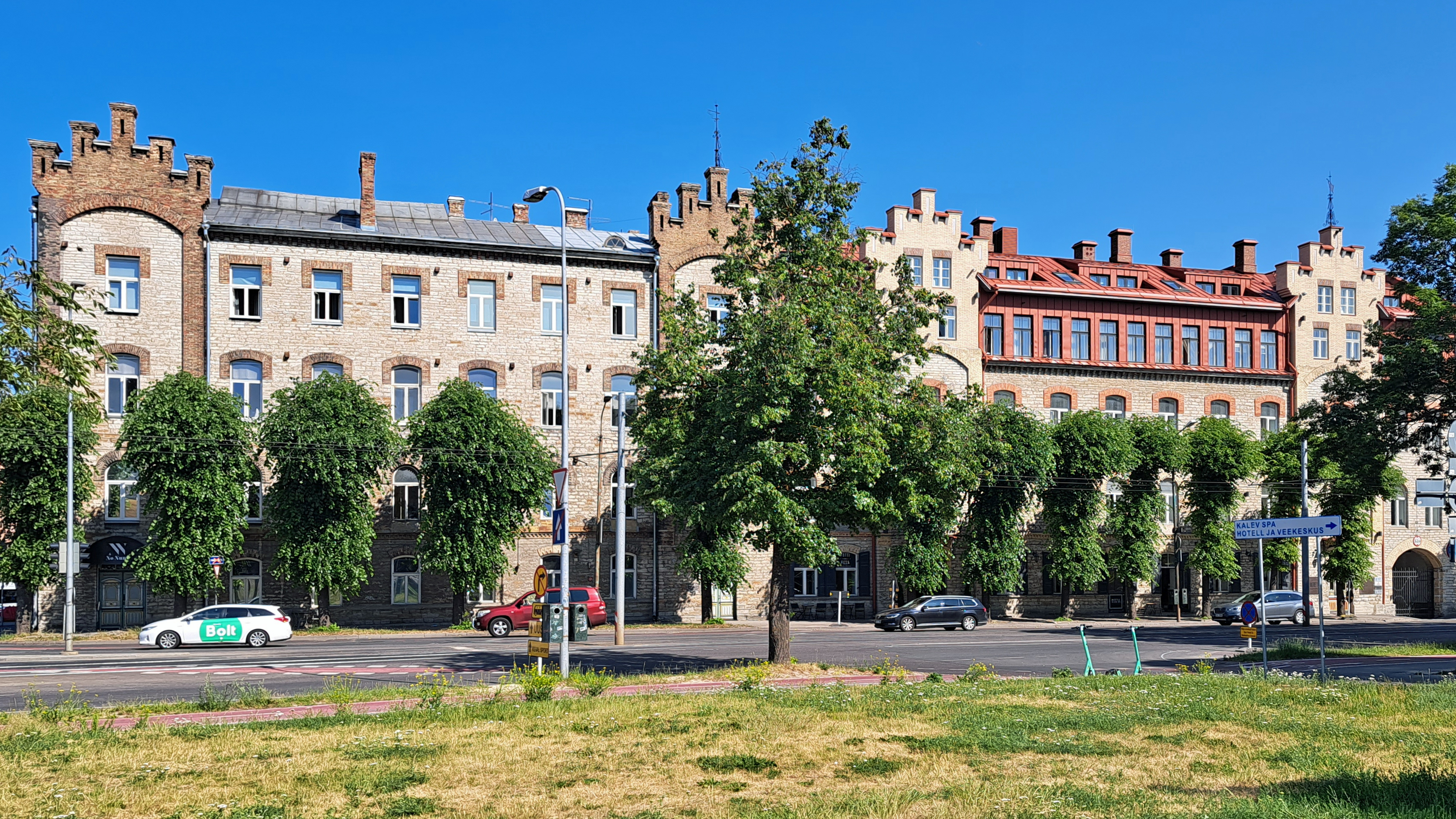
Дома 8а и 8, здания бывшей Таллинской спиртовой фабрики
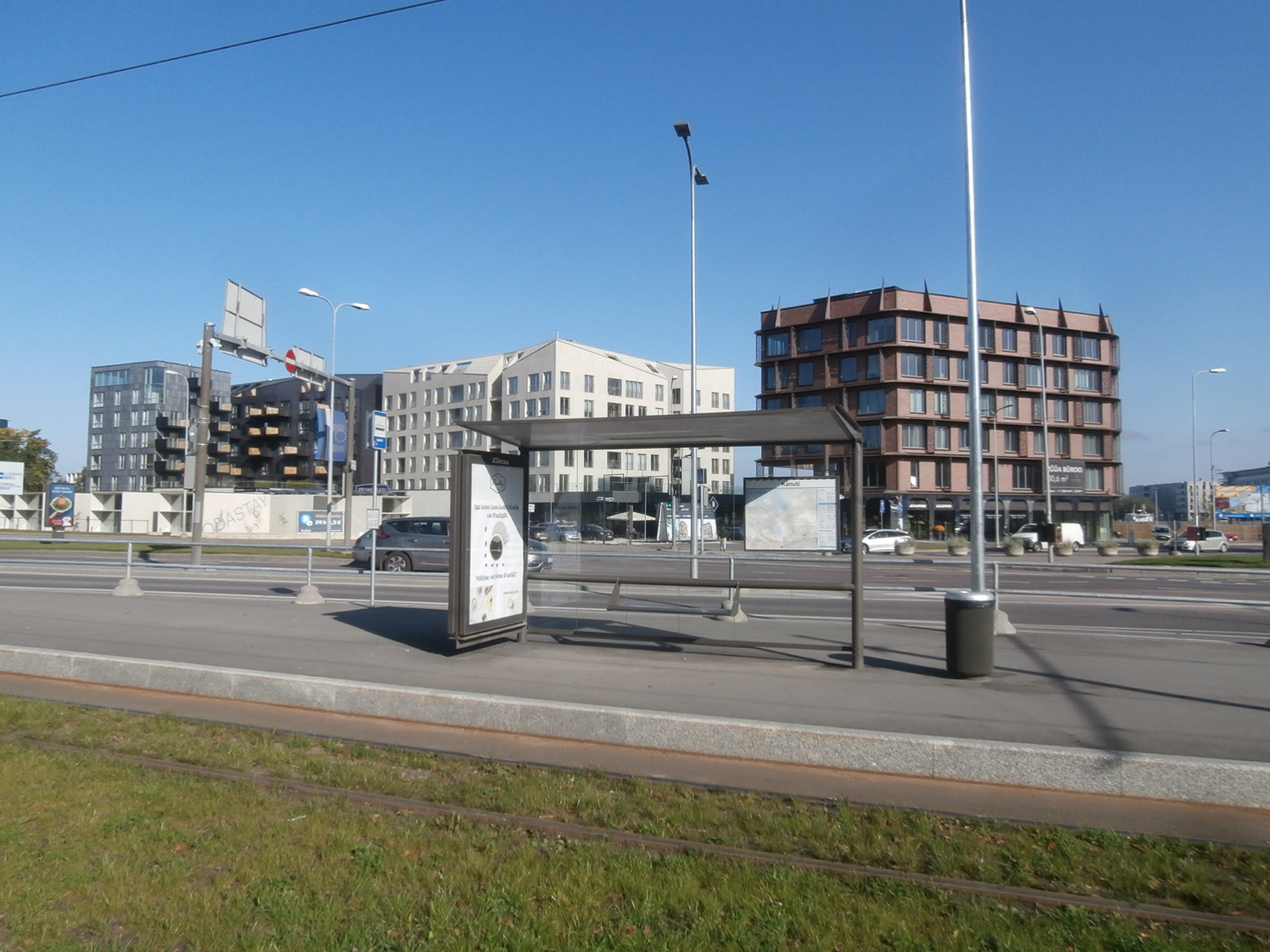
Трамвайная остановка «Kanuti» (на заднем плане — офисно-жилые дома на улице Поорди, построены в 2016–2017 годах)
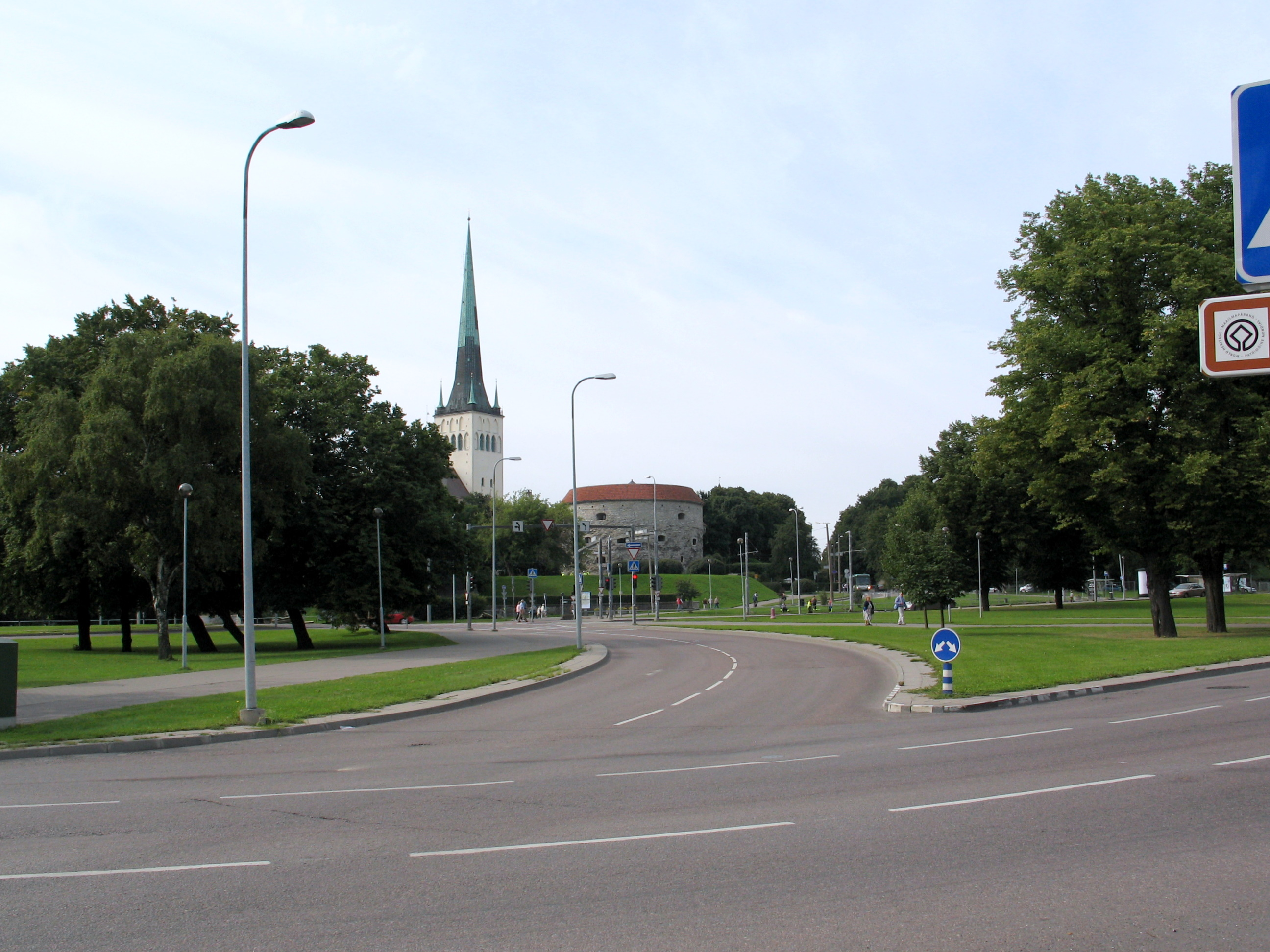
Вид с бульвара Мере на башню «Толстая Маргарита» и церковь Олевисте в 2009 году